# W・R・グレースビル
W・R・グレース・ビル (W. R. Grace Building) はニューヨーク市マンハッタンの超高層ビルである。

## 概要
このビルは基本的にゴードン・バンシャフトによって設計され、1974年に竣工した。W.R. Grace Companyによって委託され、デロイト&トウシュ（以前のDeloitte Haskins & Sells）によって使用されていた。
このビルの住所は1114 アベニュー・オブ・ジ・アメリカス（6番街）であるが、メイン・エントランスは5番街と6番街の間の42丁目沿いにある。ビルの正面はブライアント・パークに面しており、斜め向かいにはニューヨーク公共図書館がある。このビルの床面積は約1,518,000 square feetで、敷地面積は約100 x 442 feet (67,875 square feet) である。このビルの現在の所有者は Brookfield Financial Properties, LP である。

## 建設
このビルの美観の一つには、北（43丁目側）と南（42丁目側）のファサードが垂直方向に凹形にカーブした斜面になっていることがあげられる。これはバンシャフトの別の作品、57丁目に建つソロー・ビルと似ているが、これは偶然ではなく、却下されたソロービルのデザインの別案をグレースビルの設計に使い回した結果である。このビルの白色トラバーチンの外装によって周りのビルよりも明るい色合いになっている。
グレースビルが建つ以前にはスターンズ (en) デパートの旗艦店と本社があった。
2005年、ニューヨーク市立大学の"ウエルカム・センター"がこのビルの一階にオープンし、入学希望者へワンストップで情報を提供している 。

## ポピュラーカルチャーにおけるグレースビル
2007年のマーベルコミックスの映画「ファンタスティック・フォー:銀河の危機」では、ヒューマン・トーチに追われるシルバーサーファーがビルの反ったファサードをサーフボードで滑り降りる。また、彼の乗り物がこのビルの前にひっくり返って停められているシーンと絡めた自動車損害賠償責任保険のCMもある。
2010年のコメディ映画「恋とニュースのつくり方」では、ベッキー・フラーが働くIBSテレビ・ネットワークの本社ビルとして登場する。
このビルの特徴的な外見は、D.C. Comicsのen:S.T.A.R. Labsとen:The Venture Bros.において1 Impossible Plazaの本社ビルのデザインに用いられている。

W. R. Grace Building
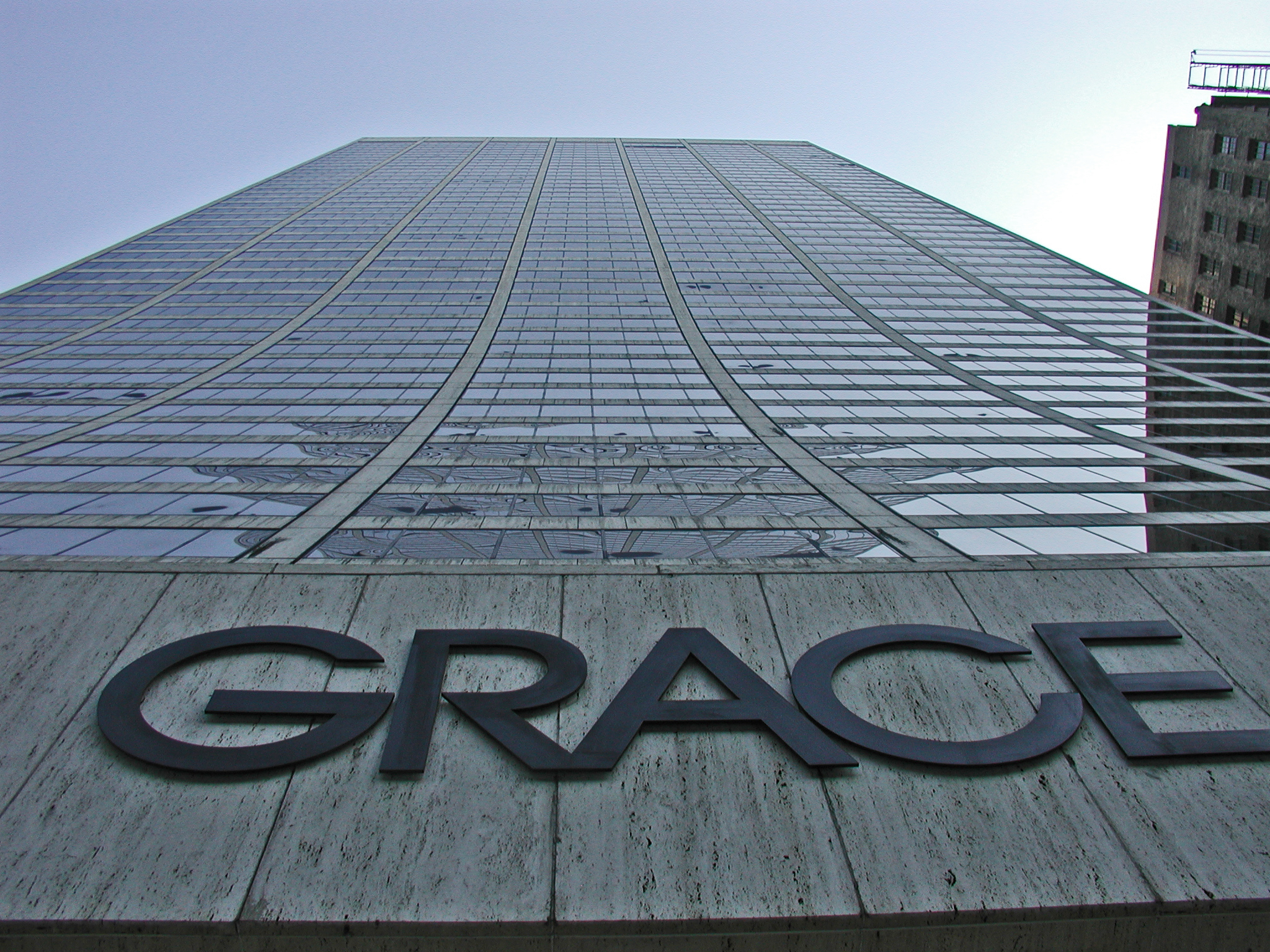
42丁目側のメイン・エントランスから見上げたビル
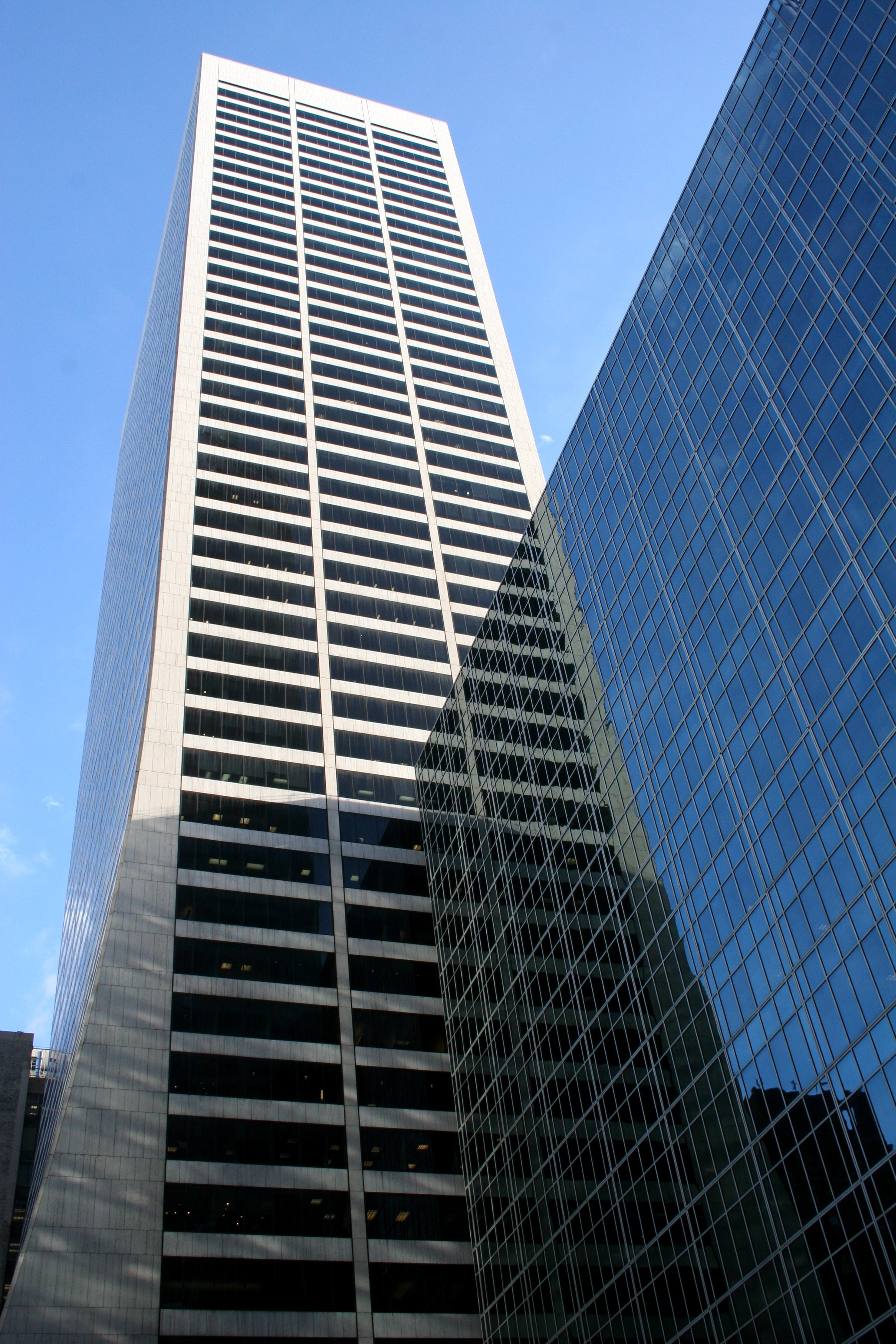
上空に向かって反り返ったビルの表面
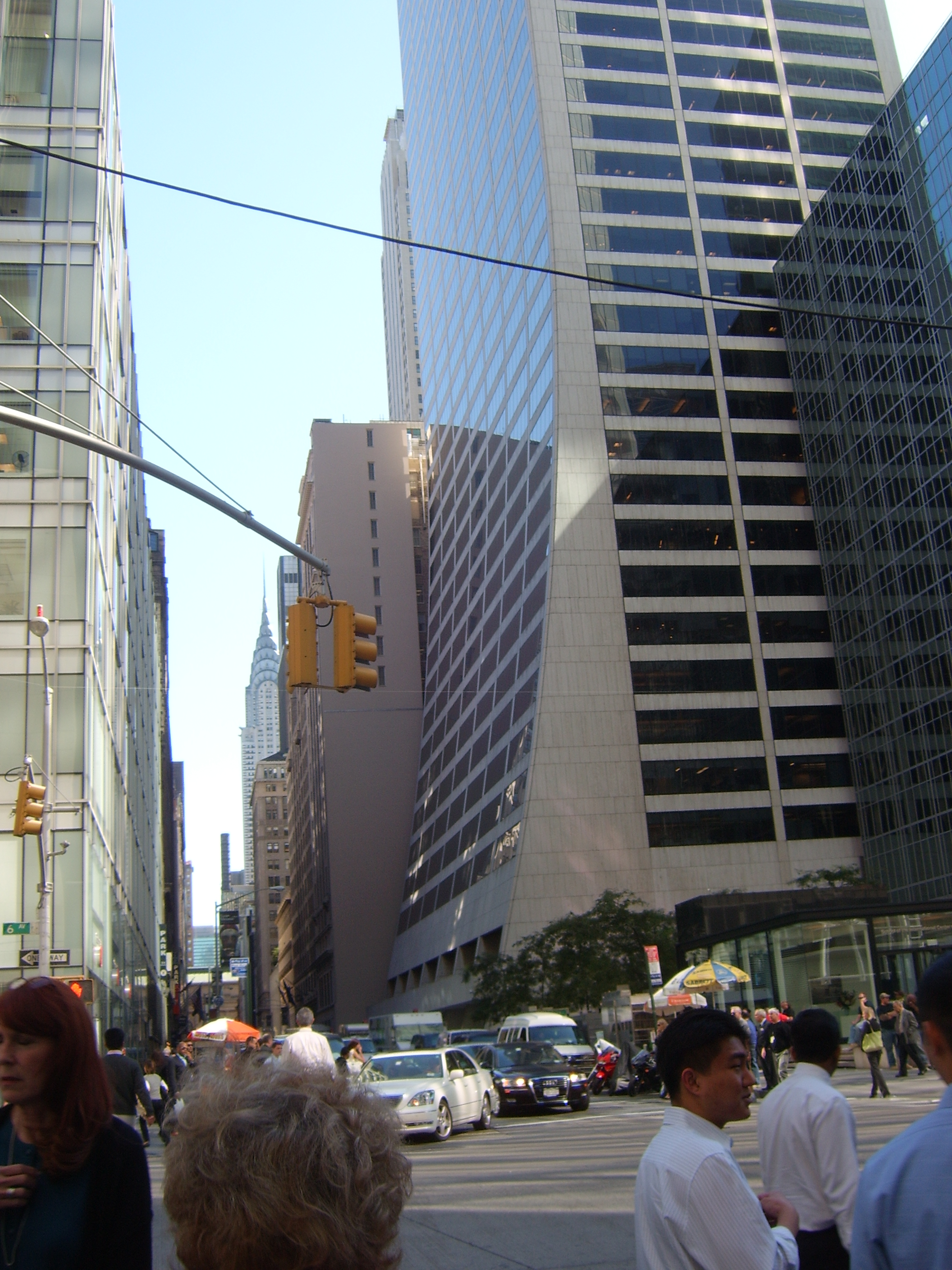
43丁目と6番街の交差点から見たビル
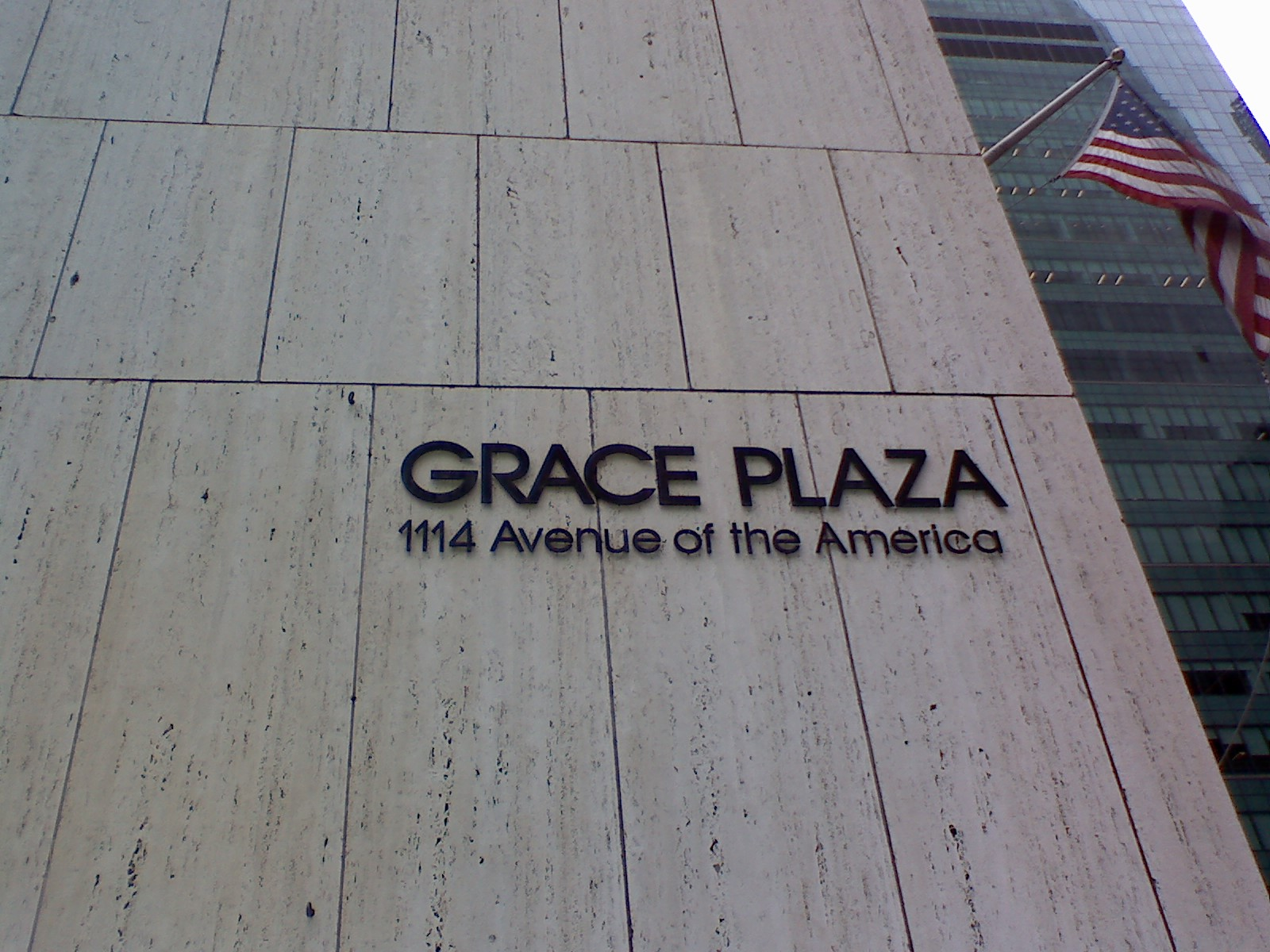
一階のプラザから見上げたビル
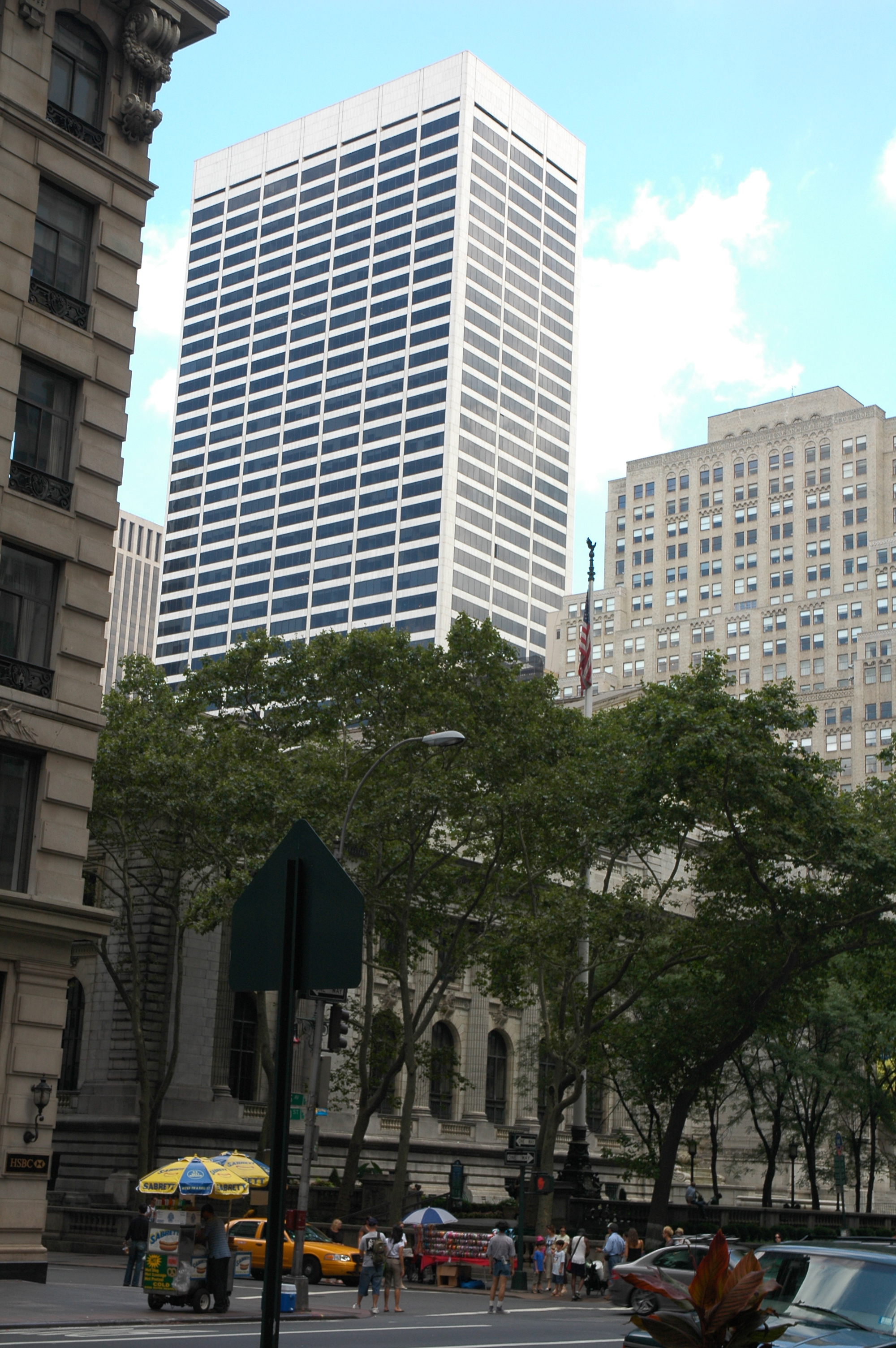
40丁目と5番街の交差点に面するニューヨーク公共図書館前から見たビル

## テナント
- ベーカー&マッケンジー[6]
- en:Clarium Capital
- Cooley[7]
- en:Interpublic Group of Companies

## References
1. ↑  W・R・グレースビル - Emporis （英語）
2. ↑  "W・R・グレースビル". SkyscraperPage (英語).
3. 1 2  “W. R. Grace Building”.   Emporis. 2010年8月31日閲覧。
4. ↑  “W. R. Grace Building”.   Skyscraper Source Media. 2010年8月31日閲覧。
5. ↑  “About CUNY”.   CUNY. 2007年10月31日閲覧。
6. ↑  New York | Locations | Baker & McKenzie
7. ↑  Cooley LLP | About Us | Offices | New York